# Epiphyas postvittana
Espèce
Epiphyas postvittana est une espèce de lépidoptères de la famille des Tortricidae. Originaire d'Australie, l'espèce a été accidentellement introduite dans plusieurs autres régions du monde. Elle est parfois surnommée LBAM, initiales de son nom anglais Light Brown Apple Moth.

## Distribution et expansion
Autochtone en Australie, cette espèce a été involontairement introduite en Nouvelle-Zélande, à Hawaï, en Californie et en Europe de l'Ouest. 
En Californie, la présence de l'espèce a été attestée pour la première fois en 2007. 
Pour l'Europe, l'espèce a probablement été introduite en Cornouailles dans les années 1930, d'où elle a conquis une grande partie des Îles Britanniques, avant d'atteindre la France dans les années 2000, où elle se répand.

## Impact sur les cultures
Epiphyas postvittana est considérée comme nuisible en Nouvelle-Zélande et aux États-Unis. 
Sa chenille est redoutée des producteurs fruitiers et des viticulteurs, car sa larve est polyphage (elle s'attaque à environ 250 espèces de fruits et plantes, dont pommes, amandes, carottes, citrons, pêches, noix, roses, fraises et raisin). La larve est particulièrement vorace, préférant les jeunes fruits qui conservent ensuite des cicatrices en compromettant la commercialisation.